# Stary Cmentarz w Starogardzie Gdańskim
Stary Cmentarz – zabytkowy rzymskokatolicki cmentarz parafii św. Mateusza w Starogardzie Gdańskim.
Cmentarz założono w 1872 roku. W 1984 roku zinwentaryzowano na nim 129 pomników podlegających ochronie.

## Pochowani
- Tadeusz Łękawski, podpułkownik kawalerii Wojska Polskiego (1894-1983)[4],
- Stanisław Karbowski, samorządowiec, w latach 1998-2006 prezydent Starogardu Gdańskiego (1946-2011)[5],
- ks. prał. Stanisław Człapa, proboszcz parafii św. Mateusza w Starogardzie Gdańskim, dziekan starogardzki (1938-2013)[6],
- prof. dr hab. Romana Cielątkowska, architektka i konserwatorka zabytków, profesor Politechniki Gdańskiej (1959-2016)[7],
- ks. kan. Witold Kreft, proboszcz parafii św. Katarzyny w Starogardzie Gdańskim (zm. 2016)[8],
- Edward Sobiecki, dyrektor Starogardzkiego Klubu Biznesu – Związku Pracodawców (1946-2018)[9],
- Maria Orlikowska-Płaczek, kierownik Przychodni Lekarskiej w Starogardzie Gdańskim (zm. 2018)[10].